# Тадеуш Бобровскі
Тадеуш Бобровский  (пол. Tadeusz Bobrowski, herbu Jastrzębiec) (1829–1894) — польський суспільний діяч, мемуарист, правник, землевласник, опікун і наставник свого племінника Юзефа Конрада Корженьовського (пол. Józef Teodor Konrad Korzeniowski, англ. Joseph Conrad), майбутнього відомого англомовного мариніста Джозефа Конрада.

## Біографія
Тадеуш Бобровскі народився 19 березня 1829 року в с.Терехове Липовецького повіту Київської губернії, Україна. Згодом батько викупив частину містечка Оратова Липовецького повіту Київської губернії з сусіднім селом Казимирівкою, що знаходилось у двох верстах. У віці 9-ти років у 1839 року навчався в Волинської гімназії в Житомирі, у 1842 році продовжив навчання у Першій київській гімназії. У 1844 році він вступає до  юридичного відділу Імператорського університету Святого Володимира,  а через два роки  розпочинає навчання у Санкт-Петербурзькому університеті.  У 22 роки він закінчив університет, отримавши ступінь магістра міжнародного права. Тадеуш відмовився від пропозиції зайняти кафедру в Казанському університеті, тому що мусив повернутися до родинного маєтку в Оратові та взяти відповідальність за подальшу долю своєї сім'ї, після смерті батька. В 1860-му він придбав с. Новофастів, що лежить на р. Ореховатці в двадцяти п’яти верстах від Сквири, де жив ще з 1857 р. В 1858 р. Т. Бобровського було обрано від Липовецького повіту до селянського комітету зі звільнення селян, від якого, в свою чергу, він був делегований до загальної Комісії Волинської, Київської й Подільської губерній. Через певний час його було обрано повітовим суддею Липовецького повіту Київської губернії; . Помер 1 січня 1894 року на Казимерівці. 
Мемуари Т. Бобровського, без сумніву, мають велику літературно-історичну та естетико-аксіологічну функціональність. 

## Політична діяльність
Бобровскі не знайшов симпатії серед шляхти, хоча й зміг заслужити їхню повагу. У 1858 році був обраний уповноваженим від Липовецького повіту до дворянського комітету з надання селянських земель. Став уповноваженим цього комітету до генеральної комісії трьох українських губерній: Київської, Волинської та Подільської. Він був одним з найактивніших членів Комісії, лідером  прогресивної групи, яка підтримувала пряме надання селянам землі після перехідного періоду оренди.  :393–94 :163

## Наставник Джозефа Конрада
Рано втративши дружину (під час пологів) і п'ятнадцятирічну доньку, Бобровскі став добрим наставником   племіннику,  майбутньому англомовному романісту Джозефу Конраду (Юзефу Теодору Конраду Коженьовському).   Спочатку хлопчик перебував під опікою Бобровського в 1866-67 роках, а пізніше Бобровський став його опікуном. Спочатку він був  проти бажання хлопця стати моряком, та зрештою поступився.  :163
Після виїзду Конрада за кордон у 1874 році вони бачилися лише чотири рази. Але через постійне листування дядько систематично впливав на свого племінника, наставляв його  і допомагав йому матеріально.  :163
Автобіографічні книги Конрада «Дзеркало моря» і особливо «Зі спогадів» містять сердечні спогади про Бобровскі. Його пам'яті Конрад присвятив свій перший роман «Олмейрова примха».  :163–4